# Morning Star (album Entombed)
Morning Star – siódmy album studyjny szwedzkiego zespołu deathmetalowego Entombed, wydany w styczniu 2002 roku przez wytwórnię Koch Records. Utwór "When It Hits Home" inspirowany jest filmem Adwokat diabła z 1997 roku, podczas gdy połowa tekstu piosenki "Chief Rebel Angel" to cytaty z tego filmu.
Według danych z kwietnia 2002 album sprzedał się w nakładzie 2,669 egzemplarzy na terenie Stanów Zjednoczonych.

## Lista utworów
1. „Chief Rebel Angel” – 4:40
2. „I for an Eye” – 3:10
3. „Bringer of Light” – 4:02
4. „Ensemble of the Restless” – 2:38
5. „Out of Heaven” – 3:39
6. „Young Man Nihilist” – 2:46
7. „Year One Now” – 1:56
8. „Fractures” – 3:36
9. „When It Hits Home” – 2:24
10. „City of Ghosts” – 2:32
11. „About to Die” – 2:14
12. „Mental Twin” – 3:16